# Plachetník
Plachetník (Istiophorus) je rod mořských ryb, které žijí v oceánech a mořích mírného a tropického pásu. Český rodový název získala ryba podle hřbetní ploutve evokující plachtu.

## Taxonomie
Tradičně se uvádějí dva druhy rodu plachetník, plachetník atlantský (Istiophorus albicans) a  plachetník širokoploutvý (Istiophorus platypterus). Nicméně ani analýza mitochondriální DNA, ani zkoumání rozdílů v tělesných znacích či utváření ploutví a šupin nenašlo rozdíl mezi popsanými druhy a většina vědců se shoduje, že jediným druhem plachetníka je plachetník širokoploutvý.
Vědecká synonyma: Histiophorus americanus, H. albicans, H. dubius, H.  gladius, H. granulifer, H. indicas, H. orientales, H. pulchellus, Istiophorus amarui, I. americanus, I. brookei, I. dubius, I. eriquius, I. gladus, I. gladius, I. grayii, I. immaculatus, I. ludibundus, I. wrighti, I. maguirei, I. volador, Makaira velifera, Scomber gladius, Skeponopodus guebucu, Xiphias platypterus, Xiphias velifer.
Někdejší národní názvy: plachetník atlantský, plachetník bělavý.
Jako plachetník modrý bývá někdy označován marlín modrý, který však patří do odlišného rodu Makaira.

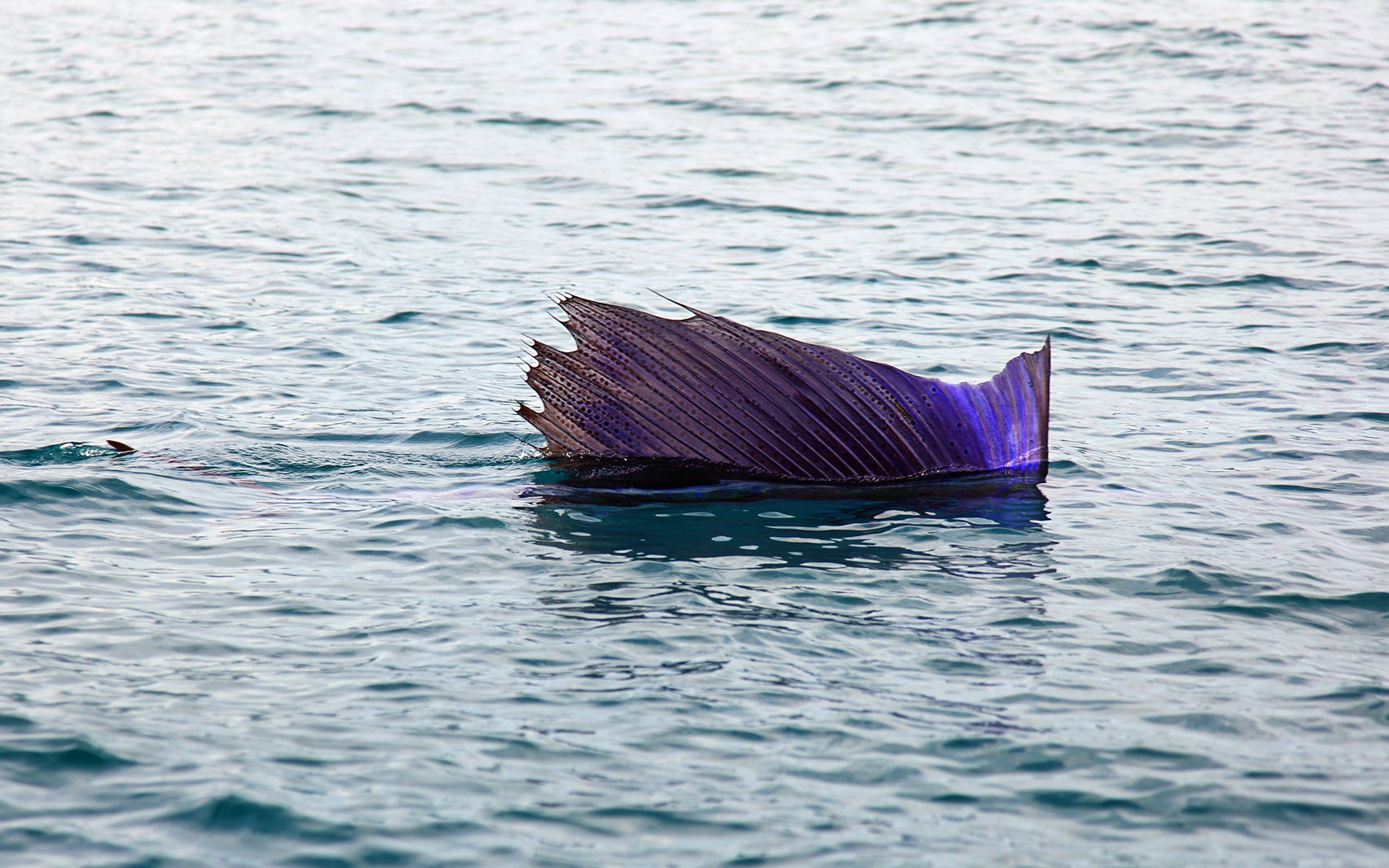
Plachetník širokoploutvý se vztyčenou hřbetní ploutví

## Popis

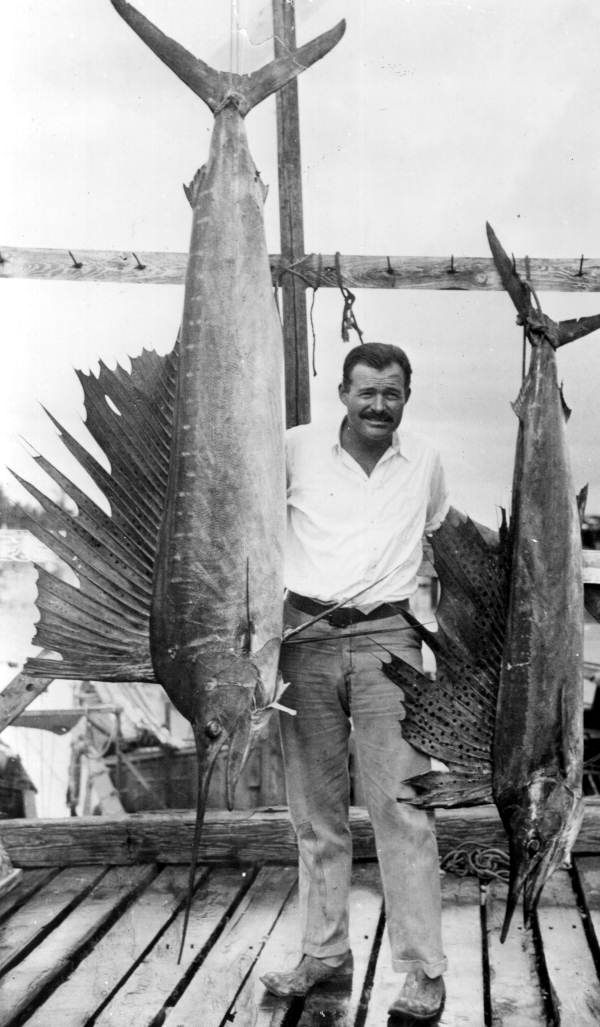
Ernest Hemingway v Key Westu na Floridě s uloveným plachetníkem (marlínem), 40. léta 20. století

Barva těla se mění v závislosti na úrovni vzrušení. (Obecně se uvádí modrošedé zbarvení s příčnými pruhy.) Hřbetní strana je tmavě modrá, břišní světlá s hnědými skvrnami. Na každé straně je asi 20 pruhů, z nichž každý se skládá z mnoha světle modrých teček. Ploutve jsou obecně černomodré. Základ anální ploutve je bílý. První hřbetní ploutev obsahuje mnoho malých černých teček, které jsou častější směrem k přednímu konci ploutve.
Má charakteristicky utvářenou a vysokou první hřbetní ploutev, která se táhne téměř po celé délce hřbetu a kterou může vztyčovat. Je mnohem vyšší než šířka těla. Dalším nápadným znakem je horní čelist protažená v dlouhý rypec kruhového průřezu, kterým se plachetník podobá marlínům (či mečounům, kteří ho však mají zploštělý). Horní čelist je přibližně dvakrát delší než dolní čelist. Ocasní ploutev je vidlicovitá. První řitní ploutev je posazena daleko vzadu. Druhá hřbetní a druhá řitní ploutev se velikostí a tvarem podobají, jsou přibližně zrcadlové, obě krátké a konkávní. Prsní a pánevní ploutve jsou dlouhé, přičemž pánevní ploutve jsou téměř dvakrát delší a téměř dosahují počátku první řitní ploutve. Po břišní straně těla probíhá dvojice rýh, do kterých lze vtlačit pánevní ploutve. Postranní čára je dobře viditelná.
Vysoká hřbetní ploutev plachetníkovi pomáhá dělat ostré zatáčky, když se pohybuje vysokou rychlostí. Při přímém pohybu ryba složí hřbetní ploutev dozadu (ploutev se umístí do speciální drážky na hřbetě). Když se ryba začne otáčet, hřbetní ploutev se narovná; nejprve se zvedne její přední část, která se nachází před těžištěm ryby. Výsledkem je, že se tělo ryby prudce otočí.
Plachetníci bývají pozorováni se vztyčenou hřbetní ploutví především při útoku a po výpadu. Díky ní mohou rychle manévrovat. Užívají ji také jako bariéru při nahánění kořisti. Je možné, že vztyčení hřbetní ploutve má i další funkce. Například cítí-li se plachetník ohrožený, působí se vztyčenou ploutví mohutněji. Dalším důvodem ke vztyčování hřbetní ploutve by mohla být termoregulace; ploutev je silně prokrvená a vztyčením by bylo možné ovlivňovat tělesnou teplotu (vztyčením ploutve pod vodou k chlazení, vztyčením nad hladinu k prohřátí sluncem).
Plachetník je jedním z menších zástupců čeledi Istiophoridae. Komerční plavidla loví na dlouhé lovné šňůry v Atlantiku obecně ryby o délce 125–210 cm. U jihu Floridy jsou loveny ryby dlouhé 173–229 cm. Maximální velikost plachetníka ve vodách Atlantiku i Tichého oceánu je 340 cm, hmotnost asi 100 kg. Největší ryby jsou obvykle samice. Jiný zdroj uvádí, že v Tichém oceánu dorůstají ryby větší délky než v Atlantském oceánu. Obvykle plachetník nedorůstá délky přes tři metry a hmotnost nepřesahuje 90 kg. Plachetník rychle roste a roční ryba je až 1,5 m dlouhá.
Zaznamenaný věk dožití je 4,3 roku, předpokládaný 12 let.
Plachetník je rychlým plavcem. Naměřena byla rychlost až kolem 110 km/hod., což z něho činí jednoho z nejrychlejších vodních živočichů vůbec. Padesátimetrový olympijský bazén by byl schopen přeplavat za 1,6 sekundy.

### Lov
Plachetníci často spolupracují. Hejno plachetníků je díky rychlosti schopné nadhánět si a obklíčit hejno lovených ryb. Plachetníci provádějí rychlé výpady do hejna. Mečovitě protaženou čelistí („mečem“) máchají do hejna lovených ryb, které tak omráčí, poraní nebo zabijí. Máchání (švihání) je natolik rychlé, že omráčení kořisti způsobí i tlaková vlna, protože voda je špatně stlačitelná. Plachetníci ani nemusí „mečem“ kořist zasáhnout.
I tehdy, loví-li plachetník sám (nikoli v hejnu), užívá mečovitou čelist. Nejprve aby dohoněnou oběť zpomalil vyrušením z  rytmu plavání, poté aby ji omráčil nebo poranil. Při plné rychlosti nemůže kořist pozřít, nejdříve ji musí zpomalit.

### Potrava
Plachetník je dravý, loví při hladině nebo ve středních hloubkách. Potravou plachetníků jsou olihně a drobnější ryby, nejčastěji hejnové druhy, například sardinky. Loví také jehlice.
V Atlantském oceánu jsou hlavní kořistí plachetníků hlavonožci a ryby, nejčastěji makrely, tuňáci, jehlice aj. V Tichém oceánu kromě hlavonožců loví hlavně sardinky, sardele aj.

## Predace
Plachetníky se živí delfíni a velké dravé ryby.

## Rybolov
Plachetník je zvlášť ceněná ryba ve sportovním rybaření, proslulá rychlostí a neuvěřitelnými skoky.

## Současný populační trend
Současný populační trend je klesající. Odhaduje se, že ve sledovaném období od 2000–2005 do 2012–2017 došlo celosvětově k 30% poklesu populace plachetníka. Podle červeného seznamu IUCN je plachetník širokoploutvý zařazen mezi zranitelné druhy.

### Video
- mymo. Vzácne zábery plachetníkov atlantických na love. In: Mojevideo [online]. 26. 1. 2020  [cit. 19. 12. 2024]. Dostupné z: https://www.mojevideo.sk/video/31558/vzacne_zabery_plachetnikov_atlantickych_na_love.html